# 이동길
이동길(2000년 ~ )은 대한민국의 가수다.

## 방송
- 판타스틱 패밀리 - DNA 싱어 (2022)
- 오빠시대 (2023) - Top58

## 음반
- 오늘 (2020)
- DNA 싱어 - 판타스틱 패밀리 Round 6 (2022)